# Mobula tarapacana
Mobula tarapacana  (лат.)— вид хрящевых рыб рода мобул семейства орляковых скатов отряда хвостоколообразных надотряда скатов. Эти скаты обитают в умеренных и тропических водах всех океанов. Встречаются в прибрежной зоне и в открытом море на глубине до 30 м. Максимальная зарегистрированная ширина диска 328 см. Грудные плавники этих скатов срастаются с головой, образуя ромбовидный диск, ширина которого превосходит длину. Рыло массивное, плоское, передний край почти прямой с выемкой посередине. Часть грудных плавников преобразована в парные головные плавники. У основания хвоста расположен спинной плавник, шип на хвосте отсутствует. Окраска дорсальной поверхности диска оливково-коричневого цвета. Вдоль позвоночника пролегает выступающий гребень.
Подобно прочим хвостоколообразным Mobula tarapacana размножаются яйцеживорождением. Эмбрионы развиваются в утробе матери, питаясь желтком и гистотрофом. Рацион состоит из планктона и мелких рыб. Эти скаты представляют интерес для коммерческого промысла, используют мясо, хрящи, шкуру и жаберные тычинки.

## Таксономия
Впервые новый вид был научно описан в 1892 году как Cephaloptera tarapacana. Он был назван по месту поимки особи, назначенной типовым экземпляром (прибрежные воды Тарапаки, Чили).

## Ареал
Mobula tarapacana  обитают в умеренных и тропических водах по всему миру. Их ареал обширен, но фрагментарен. Они распространены у берегов Бразилии, Кабо-Верде, Кот д'Ивуар, Египта, Индонезии, Японии, Мексики, Палау, ЮАР, Тайваня, Китая, США, Венесуэлы и Боливии. Встречаются как в прибрежной зоне, так и в открытом море на глубине до 30 м, но как правило не глубже 20.

## Описание
Грудные плавники Mobula tarapacana, основание которых расположено позади глаз, срастаются с головой, образуя ромбовидный плоский диск, ширина которого превышает длину, края плавников имеют форму заострённых («крыльев»). Голова широкая и плоская, с расставленными по бокам глазами. Позади глаз над местом вхождения грудных плавников в туловище расположены крошечные полукруглые брызгальца. Передняя часть грудных плавников преобразована в длинные головные плавники. Задняя часть грудных плавников вогнута. У основания хвоста находится маленький ровно окрашенный спинной плавник. Шип у основания хвоста отсутствует. Кнутовидный хвост короче ширины диска. Жаберные тычинки двухцветные. На вентральной поверхности диска имеются 5 пар жаберных щелей, рот и ноздри. Максимальная зарегистрированная ширина диска 328 см, а вес 350. Средний размах «крыльев» не превышает 2,5 м. Окраска дорсальной поверхности диска ровного оливково-коричневого цвета, передняя часть вентральной сторона белая, а задняя серая, цвета не смешиваются и имеют чёткие границы. Белая область позади глаз отсутствует. Дорсальная поверхность диска покрыта мелкими заострёнными чешуйками, а вдоль позвоночника на пролегает выступающий гребень.

## Биология
Mobula tarapacana встречаются поодиночке и стаями. Иногда эти скаты по неизвестным причинам выбрасываются на берег.
Подобно прочим хвостоколообразным эти скаты относятся к яйцеживородящим рыбам. Эмбрионы развиваются в утробе матери, питаясь желтком и гистотрофом. В помёте один новорождённый. Рацион состоит из мелких рыб и планктона.
На Mobula tarapacana паразитируют веслоногие рачки Entepherus laminipes и Eudactylina vaquetillae и равноногие Gnathia trimaculata.

## Взаимодействие с человеком
Mobula tarapacana представляют интерес для коммерческого промысла. Их ловят с помощью жаберных сетей, неводов и ярусов. Ценятся жаберные тычинки, мясо употребляют в пищу, используют также хрящи и шкуру.